# Bertrand Zimolong
Bertrand (Franz) Zimolong (ur. 26 listopada 1888 w Chróścicach k. Opola, zm. 18 czerwca 1945 tamże) – śląski franciszkanin, biblista, męczennik.
Syn rolników Tomasza i Jadwigi, imię chrzcielne - Franciszek (Franz). Po ukończeniu szkoły podstawowej w Chróścicach kontynuował naukę w gimnazjum franciszkanów we Wrocławiu - Karłowicach. W 1907 roku, po maturze, wstąpił do zakonu franciszkanów (imię zakonne - Bertrand). Święcenia kapłańskie przyjął 18 czerwca 1914 roku z rąk wrocławskiego biskupa pomocniczego Karla Augustina. 
W latach 1912–1918 studiował na wydziale teologii katolickiej Uniwersytetu Wrocławskiego i dodatkowo na wydziale filozofii filologię orientalną. W 1918 roku uzyskał doktorat z teologii Nowego Testamentu na podstawie rozprawy Die Nikodemusperikope (Jo 2,23-3,22) nach dem syrosinaitischen Text, której promotorem był prof. Joseph Sickenberger. W 1922 roku na wydziale filozofii obronił drugą pracę doktorską pt. Das sumerisch-assyrische Vokabular. W latach 1925–1927 odbył specjalistyczne studia we Franciszkańskim Instytucie Biblijnym w Jerozolimie. Pracował głównie jako wykładowca w wyższym seminarium duchownym franciszkanów we Wrocławiu - Karłowicach. Pełnił także różne funkcje w śląskiej prowincji Zakonu Braci Mniejszych.
W marcu 1935 roku aresztowany przez Gestapo w ramach walki z katolickimi zakonami, spędził 6 miesięcy w więzieniu, następnie uniewinniony. W styczniu 1945 roku opuścił Wrocław i schronił się na Górnym Śląsku. Po zakończeniu wojny przebywał w domu rodzinnym w Chróścicach. W nocy z 1 na 2 czerwca 1945 r. w czasie napaści na dom żołnierzy Armii Czerwonej stanął w obronie godności swojej siostrzenicy i został ciężko ranny od ciosów bagnetem. Zmarł wskutek odniesionych ran 18 czerwca 1945 roku, w 31. rocznicę swoich święceń kapłańskich. Pochowany na cmentarzu parafialnym w Chróścicach.

## Główne publikacje
- Die Nikodemusperikope (Jo 2,23-3,22) nach dem syrosinaitischen Text, Leipzig 1919 - wersja elektroniczna
- Das sumerisch-assyrische Vokabular Ass. 523, Leipzig 1922
- P. Dominicus Germanus de Silesia, O.F.M. Ein biographischer Versuch, Breslau 1928
- Osterfahrten in Palästina, Syrien und Cypern, Breslau 1928
- Der Kreuzweg Jesu durch unsere Zeit. Fastenpredigten, Paderborn 1929
- Die "Umkehrung" beim status constructus im Hebräischen, Breslau 1939